# Роно, Питер
Питер Кипчумба Роно (род. 31 июля 1967, Капсабет, Рифт-Валли) — кенийский бегун на средние дистанции, победитель летних Олимпийских игр 1988 года в Сеуле.

## Карьера
Родился в Капсабете. Профессиональную спортивную карьеру начал в 1986 году. Специализировался в беге на 1500 метров. Финишировал 10-м на чемпионате мира по кроссу 1986 года в забеге юниоров. Серебряный призёр чемпионата мира среди юниоров 1986 года. На чемпионате мира 1987 года не смог выйти в финал. На Олимпиаде в Сеуле он выиграл золотую медаль с результатом 3.35,96. Он стал самым молодым олимпийским чемпионом в беге на 1500 метров в возрасте 21 год и 62 дня.
В 1991 году принял участие на чемпионате мира в Токио, но не смог выйти в финал. В этом же году он установил личный рекорд в беге на 1 милю, показав результат 3.51,41.